# Moormorde

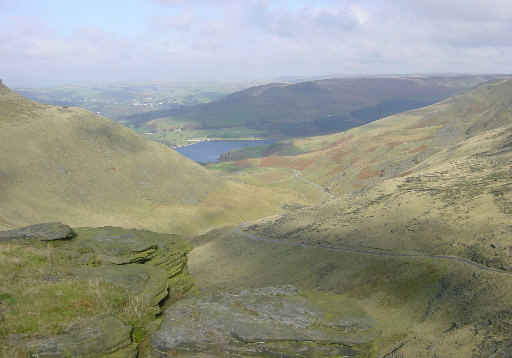
Blick über das Saddleworth Moor, wo die Überreste von drei der fünf Opfer gefunden wurden.

Die Moormorde waren eine Serie von Kindermorden, die von Ian Brady und Myra Hindley zwischen Juli 1963 und Oktober 1965 in und um Manchester, England, begangen wurden. Die Opfer waren fünf Kinder im Alter zwischen 10 und 17 Jahren, von denen vier sexuell missbraucht wurden.

## Ian Duncan Brady
Ian Duncan Brady, geborener Stewart wurde am 2. Januar 1938 in Glasgow geboren und starb am 15. Mai 2017 in Maghull, Merseyside. Er war das Kind einer Kellnerin in Gorbals, einem der Problemviertel Glasgows. Nach dem Tod seines Vaters gab seine Mutter ihn mit drei Monaten zu den Pflegeeltern Mary und John Sloan. Im Alter von zehn Jahren wechselte er auf eine Schule für hochbegabte Kinder, fiel dort jedoch vor allem durch sein schlechtes Verhalten auf. Er beschäftigte sich mit de Sade, Nietzsche und Hitlers Mein Kampf.
Zwischen seinem 13. und 16. Lebensjahr kam er mehrfach wegen Diebstahls und Einbruch mit dem Gesetz in Konflikt und wurde zu einer zweijährigen Bewährungsstrafe verurteilt. Eine der Bewährungsauflagen bestand darin, dass er zu seiner Mutter ziehen musste, die inzwischen in Manchester mit einem Mann namens Patrick Brady verheiratet war. Er nahm den neuen Namen seiner Mutter an. Nachdem Ian Brady einem LKW-Fahrer geholfen hatte, von einem Gemüsemarkt, auf dem er inzwischen arbeitete, Früchte zu stehlen, wurde Brady 1955 zu einer zweijährigen Freiheitsstrafe verurteilt.
Brady arbeitete nach seiner Entlassung zuerst bei einer Brauerei und später als Buchhalter bei einer kleinen Chemiefabrik. Dort lernte er im Januar 1962 auch Myra Hindley kennen. Brady und Hindley begannen eine Beziehung, die auf dem gemeinsamen Hass auf die Gesellschaft und Bradys perversen sexuellen Fantasien gründete.

## Myra Hindley
Myra Hindley wurde am 23. Juli 1942 in Gorton geboren und starb am 15. November 2002 in Bury St Edmunds, Suffolk. Sie wuchs in einer Arbeiterfamilie in einem Vorort von Manchester auf und gab an, sehr unter ihrem gewalttätigen Vater gelitten zu haben. Mit 15 verließ sie die Schule und arbeitete fortan als Sekretärin in einer kleinen Chemiefabrik. 1961 traf sie dort ihren späteren Komplizen Brady. Der vorbestrafte Brady gab ihr seine bevorzugten Bücher zu lesen: Hitlers Mein Kampf und Schriften vom Marquis de Sade.

## Morde
1963 begann das Paar mit seiner Mordserie, der fünf Kinder und Jugendliche im Alter von 10 bis 17 Jahren zum Opfer fielen.
Ihr erstes Opfer war die 16-jährige Pauline. Hindley sprach sie an und fragte, ob das Mädchen ihr helfen könne; sie habe ihren Handschuh verloren. Mit der Aussicht auf Finderlohn lockte sie Pauline in das bei Manchester gelegene Saddleworth Moor und überwältigte sie dann gemeinsam mit Brady. In ihrer gemeinsamen Wohnung missbrauchten und ermordeten sie das Mädchen.
Auch die anderen Opfer John (12), Keith (12), Lesley Ann (10) und Edward (17), wurden meist von Hindley angesprochen. Hindley posierte mit ihrem Schoßhund an der Stelle, an der sie Johns Leiche verscharrt hatten. Das Foto führte die Polizei zum Fundort im Saddleworth Moor.
Brady und Hindley versuchten wiederholt, andere Menschen für ihre Taten zu gewinnen, unter anderem Hindleys 17-jährigen Schwager David Smith, vor dessen Augen Brady 1966 den 17-jährigen Edward folterte und ermordete. Smith floh aus dem Haus und alarmierte die Polizei.

## Verurteilung
Am 6. Mai 1966 wurden Ian Brady und Myra Hindley für die Morde an John, Lesley Ann und Edward zu lebenslanger Freiheitsstrafe verurteilt. Die Morde und Misshandlungen an den drei Jugendlichen gestanden sie nicht. Sie hatten aber ihre Taten auf Fotos und Tonbändern festgehalten. Diese zeugten von großer Grausamkeit. Im Gerichtssaal wurde ein Tonband abgespielt, auf dem das Paar die Ermordung von Lesley Ann aufgezeichnet hatte und man hörte die Zehnjährige um ihr Leben flehen. Der Prozess blieb über Jahrzehnte im öffentlichen Bewusstsein präsent.

## Hindleys weiteres Leben
Hindley beteuerte lange ihre Unschuld und legte erst 1987 ein Geständnis ab. In jenem Jahr half sie – wie auch Brady – der Polizei bei einer Durchsuchung des Moors; die Leiche Keith Bennetts wurde aber bis heute nicht gefunden. Einige Jahre hatten sich Hindley und Brady noch Liebesbriefe geschrieben, sich aber schließlich überworfen. Hindley konvertierte zurück zum Katholizismus und begann Menschen für ihre Freilassung zu mobilisieren, insbesondere den exzentrischen Adligen Lord Longford. Ein Berufungsgericht lehnte 1998 eine Begnadigung ab, ebenso das britische Oberhaus 2000. Hindley wollte ihren Fall bis zum Europäischen Gerichtshof für Menschenrechte tragen. Bevor es dazu kam, starb Hindley 2002.

## Bradys weiteres Leben
Brady wurde 1985 durch Psychiater für unzurechnungsfähig erklärt und aus dem Strafvollzug in die forensische Psychiatrie des Ashworth Hospital eingewiesen. Mehr als 20 Jahre nach den Moormorden gestand Brady gegenüber dem Journalisten Fred Harrison die Morde an Pauline und Keith.
Brady befand sich ab 1999 in einem Hungerstreik, angeblich um seinen Tod herbeizuführen und wurde deshalb zwangsernährt. Nach eigenen Angaben nahm er keine Nahrung zu sich, während das Krankenhauspersonal in einer öffentlichen Anhörung am 25. Juli 2013 berichtete, dass er sich „jeden Tag Toast zubereite“ und das angebotene Essen „an den meisten Tagen“ zu sich nähme, was auch den Angaben von Prozessbeobachtern zu seiner physischen Erscheinung entspricht. 2001 wurde von Brady das Buch The Gates of Janus: Serial Killing and its Analysis. veröffentlicht. Im Jahr 2012 hatte Brady im Krankenhaus einen Atemstillstand, wurde wiederbelebt und weiterhin zwangsernährt. 2013 beantragte Brady eine gerichtliche Verfügung gegen lebenserhaltende Maßnahmen.
Im Juni 2013 fand eine Anhörung von Brady und Sachverständigen vor einem Mental Health Review Tribunal statt. Bei der Anhörung trat Brady nach 47 Jahren das erste Mal wieder öffentlich auf und sprach über seine Situation. Sachverständige und Krankenhauspersonal berichteten von psychotischen Episoden mit paranoiden Wahnvorstellungen und bestätigten, dass er damit noch immer unter der ursprünglich diagnostizierten Schizophrenie leide. Brady gab an, er habe das angeführte Verhalten mit der Technik des Method Acting gespielt. Seine Anwälte argumentierten, ihr Mandant leide an einer narzisstischen Persönlichkeitsstörung, sei aber nicht geisteskrank. Brady wollte in ein Gefängnis in Schottland verlegt werden, weil er dort geboren und aufgewachsen war. In Schottland gibt es keine Zwangsernährung für Gefangene. Es wurde entschieden, dass der Täter ärztliche Behandlung benötigt, weil er weiterhin an einer psychischen Krankheit leide. Das Gesuch auf Verlegung in ein Gefängnis wurde abgelehnt und seine weitere Unterbringung im Ashworth Hospital bestätigt.
Eine Überprüfung der Entscheidung im September 2016 wurde abgesagt, da Brady forderte von Robin Makin vertreten zu werden, dessen Kanzlei jedoch nicht Mitglied in der Sektion für psychiatrische Verfahren der Anwaltskammer war und der Staat daher die Kosten nicht übernehmen konnte. Im Februar 2017 beurteilte der High Court ein Verfahren zur Durchsetzung dieser Forderung als aussichtslos.
Brady starb am 15. Mai 2017 im Ashworth Hospital in Maghull. Brady hatte spezielle Wünsche für seine Bestattung geäußert, denen jedoch nicht stattgegeben wurde.  Im Oktober 2017 übertrug ein Richter des High Court den Behörden von Tameside und Oldham die Bestattung und untersagte Musik und Blumenschmuck. Brady wurde eingeäschert und am 26. Oktober von der Liverpool Marina aus seebestattet.

## Rezeption
Das Schwarzweißfoto, das die Polizei nach Hindleys Verhaftung von ihr aufnahm, wurde in England zu einer Ikone des Bösen. 1997 stellte der britische Künstler Marcus Harvey ein Gemälde in der Londoner Royal Academy aus, das Hindleys Antlitz mit Abdrücken von Kinderhänden reproduzierte. Die Ausstellung löste Widerstand durch die Organisation Mothers Against Murder and Aggression aus.
Hindley und Brady werden im Song No one is innocent der Sex Pistols erwähnt. Die britische Punkband Crass nahm im Song Mother Earth auf sie Bezug. Auch die britische Gruppe The Smiths beschäftigte sich mit den Moormördern in dem Song Suffer Little Children, ebenso wie die britische Industrialband Throbbing Gristle, die sie 1975 in dem Song Very friendly erwähnten. Die britische Psychobilly-Band Coffin Nails veröffentlichten einen Song mit dem Titel Myra Hindley.
Die Taten von Brady/Hindley wurden vom amerikanischen Künstler Edward Gorey als Grundlage für sein Buch The Loathsome Couple, 1977 (dt. Das verabscheuungswürdige Paar, 1979) verwendet.
2006 entstand der Fernsehfilm Die Moormörderin von Manchester, in dem die Moormorde thematisiert werden.